# Emma Vyssotsky
Emma Vyssotsky (23 octobre 1894 - mai 1975), née Emma T. R. Williams à Media, Pennsylvanie, est une astronome américaine.
Elle épousa l'astronome d'origine russe Alexander Vyssotsky en 1929. Ils eurent un fils, Victor A. Vyssotsky (mathématicien et informaticien), qui fut impliqué dans le projet Multics et créa le jeu sur ordinateur Darwin.
En 1946, elle reçoit le prix d'astronomie Annie J. Cannon, décerné par l'Union américaine d'astronomie.